# الروحانية الزراعية
يشير مصطلح الروحانية الزراعية أو روح الزراعة إلى فكرة ترابط مفاهيم إنتاج واستهلاك الغذاء والطبيعة الروحية الأساسية للبشرية. ويفترض أن الروحانية متأصلة في وعي البشر، ولعلها نتاج لها، كما أنها متاحة لجميع الذين يغرسونها. ويشمل الارتباط بالزراعة استعارات زراعية مثل “غرس” في اللغة التي يستخدمها معظم الصوفيين عبر التاريخ.
يذكر المتابعون لهذه الفكرة الأسباب الآتية لتبرير هذا الارتباط:
- كانت الزراعة الشغل الشاغل لأغلبية سكان العالم في الوقت الذي كانت تجمع فيه الكتب المقدسة للأديان المستمرة.
- النهج الذي تتبعه الزراعة لتهيئة الظروف المثلى لإنتاج محاصيل مشابهة للذي أوصت به الأديان السماوية التقليدية لإنتاج البصيرة أو الحكمة.
- تاريخياً، كان اعتماد الزراعة يحرر جزء من السكان للتركيز على فهم الروحانية.